# Gare de Toda-Kōen
La gare de Toda-kōen (戸田公園駅, Todakōen-eki) est une gare ferroviaire de la ville de Toda, dans la préfecture de Saitama au Japon. La gare est gérée par la East Japan Railway Company (JR East).

## Situation ferroviaire
La gare de Toda-kōen est située au point kilométrique (PK) 24,4 de la ligne Saikyō.

## Histoire
La gare a été inaugurée le 30 septembre 1985.

## Service des voyageurs

### Accueil
La gare dispose d'un bâtiment voyageurs, avec guichet, ouvert tous les jours.

### Desserte
- Ligne Saikyō :
  - voie 1 : direction Ōsaki (interconnexion avec la ligne Rinkai pour Shin-Kiba)
  - voie 2 : direction Ōmiya (interconnexion avec la ligne Kawagoe pour Kawagoe)